# Lookout! Records
Lookout! Records – niezależna wytwórnia płytowa założona w Berkeley (Kalifornia) w 1987 przez Lawrence'a Livermore'a i Davida Hayesa. Hayes w 1989 roku zostawił wytwórnię Livermore'owi, a sam otworzył Very Small Records i Too Many Records. Lookout! Records koncentrowała się na wydawaniu płyt zespołów punk rockowych m.in.: Green Day, The Donnas czy The Queers.